# Hercules K 125 BW
Das Kraftrad Hercules K 125 BW war ein Motorrad der Bundeswehr, das als Nachfolgemodell der Maico M 250 B von 1970 bis in die 2000er Jahre vorwiegend für die Kradmelder verwendet wurde. Hersteller war das zu Fichtel & Sachs gehörende Unternehmen Hercules. In Folge wurde die von 1992 bis 1996 hergestellte Hercules K 180 BW mit 12 kW (17 PS) zusätzlich eingeführt. Der gesamte Bestand der Hercules K 125 BW und K 180 BW wurde ab 2003 durch die KTM 400 LS-E/mil abgelöst.

## Bezeichnungen
Das Motorrad und seine unterschiedlichen Varianten haben in der Literatur unterschiedliche Bezeichnungen. Der in der Bundeswehr verwendete Name lautete Kraftrad K 125, als Versorgungsartikelbezeichnung auch Krad, gl Hercules (K-125). Die auch auf dem zivilen Markt angebotene Maschine wurde K 125 Military benannt. Zur Abgrenzung von den ausschließlich zivil vermarkteten Typen K 125 T, K 125 GS und K 125 X wurde auch die Bezeichnung K 125 BW gewählt.
Die zuerst gefertigte Version erhielt zur Unterscheidung von den Nachfolgemodellen später den Zusatz Variante 1, das Nachfolgemodell den Zusatz Variante 2. Zu dieser Modifikation ist aber auch die Bezeichnung Variante 1A1 zu finden.

## Entwicklung
1966 kündigte die Bundeswehr die Absicht an, das Vorgängermodell Maico 250 B durch eine modernere Maschine zu ersetzen. Die seinerzeitigen Hauptbewerber, Zweirad Union (Hercules), Zündapp und BMW, wurden mit der Entwicklung von Prototypen beauftragt. Der Prototyp von Hercules wurde gegenüber den Konkurrenzmodellen als beste Lösung bewertet, obgleich der 80-cm³-Motor als zu leistungsschwach beurteilt wurde. 1969 kam es zu einer breiteren Untersuchung einer Kleinserie an der Erprobungsstelle 41 in Trier und der Panzertruppenschule in Munster, nunmehr mit dem 125-cm³-Motor der Hercules K 125 GS.

## Hercules K 125 BW Variante 1

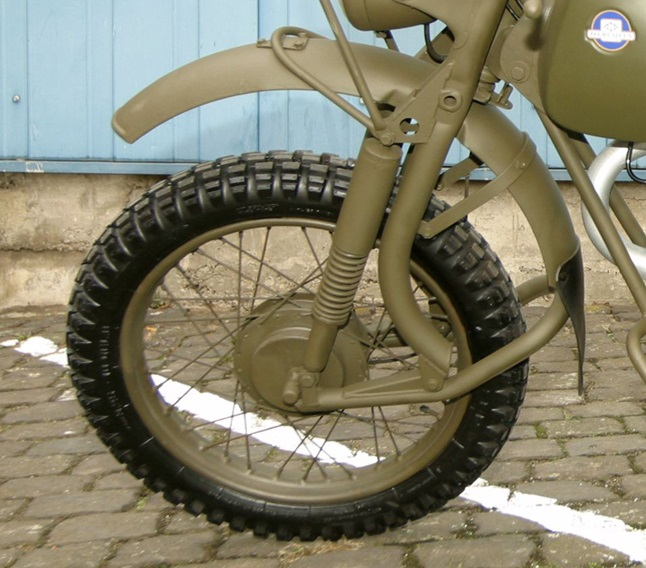
Vorderradschwinge der Hercules K 125 Variante 1

Die erste Serienausführung der Hercules wurde 1970 mit 3000 Stück bei der Bundeswehr eingeführt. Insgesamt sollten 16.000 Motorräder beschafft werden, der Umfang wurde später aufgrund von Finanzierungsproblemen reduziert. Sie hatte vorn eine halblange Schwinge, einen runden Scheinwerfer mit integriertem Tachometer und Zündschloss, Lenkerendenblinker (sog. Ochsenaugen), Klappgepäckträger, einen Lederkoffer auf der linken Seite und eine Bosch-Magnetzündung 6V 35/5/18W mit Unterbrecherkontakt mit einer 6-V-12-Ah-Nassbatterie. 14.801 Kräder dieses Typs wurden für die Bundeswehr beschafft. In deutlich geringerer Stückzahl wurde das Motorrad zwischen 1971 und 1983 auch beim Bundesgrenzschutz eingesetzt. Bis zur Einführung der Variante 2 gab es mehrere Formänderungen: Anpassungen der vorderen und hinteren Federbeine an höhere Federraten, Modifikationen an Kupplungsdeckel, Luftfilterkasten und Lenkerbefestigung sowie Austausch des kleinen Rücklichts gegen ein größeres. Die Variante 1 wurde bis 1989 gebaut.

## Hercules K 125 BW Variante 2

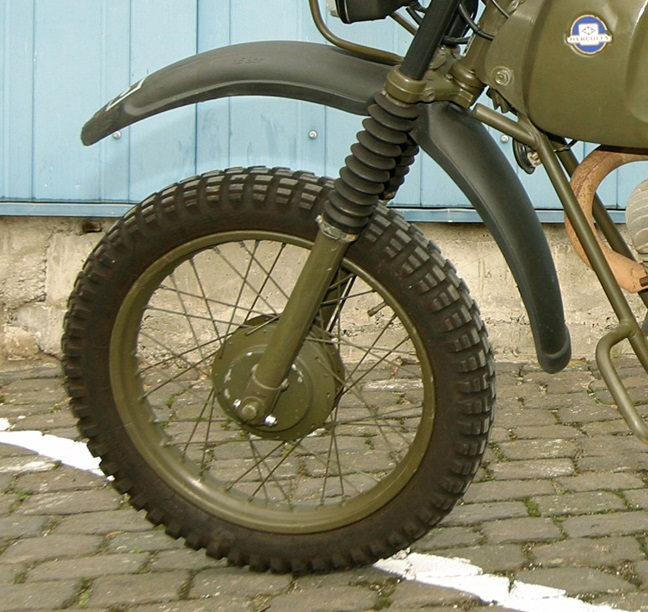
Teleskopgabel der Hercules K 125 Variante 2

Ab 1989 wurde die modernisierte Variante 2 bei der Bundeswehr eingeführt. Diese Variante wurde nur in geringem Umfang neu hergestellt. Die Masse der Motorräder waren umgerüstete Maschinen der Variante 1. Dazu wurde der gesamte Bestand an Variante-1-Fahrzeugen zusammengezogen, auf Zustand und Umrüstungswürdigkeit geprüft und, sofern wirtschaftlich vertretbar, unter Aufsicht des Bundesamts für Wehrtechnik und Beschaffung umgerüstet. Im Gegensatz zur Vorgängerversion war das Motorrad vorn mit einer hydraulischen 32-mm-Teleskopgabel von Marzocchi ausgestattet. Weitere Modifikationen führten den Rechteckscheinwerfer, eine elektronische Motoplat-6-Volt-Zündung sowie 4-fach-Blinkanlage ein. Die 6-Volt-Batterie wurde durch die ULO-Box mit Motoplat-Zündung ersetzt. Der Vergaser wurde von 1/24/170 zu 1/24/184 gewechselt. Ferner erhielten die Motorräder klappbare Fahrerfußrasten, einen Kunststoffluftfilterkasten und eine ergonomischere Sitzbank. Der Lenkungsdämpfer fiel weg. Bei der Neuproduktion von Krädern der Variante 2 wurde ein geschlossener Kettenkasten montiert, nicht jedoch bei Umrüstung alter Maschinen. Damit wurde die Lebensdauer der Kette von 1000 km auf 5000 km verlängert.

## Technik

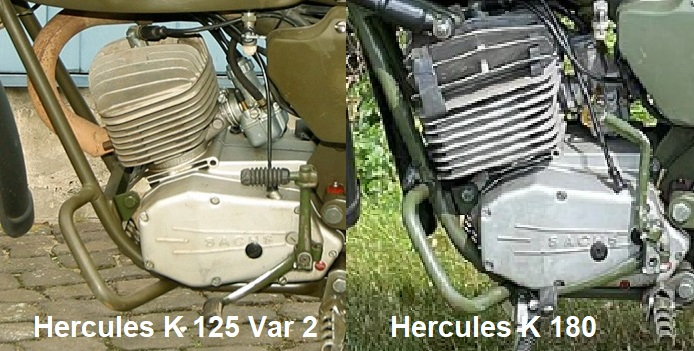
Zylinder K 125 BW und K 180 BW im Vergleich

Die Hercules K 125 BW zählte bei der Bundeswehr zu den mittleren Krafträdern. Sie hat einen luftgekühlten Einzylinder-Zweitaktmotor von Fichtel & Sachs mit Flachkolben und 9,2 kW Leistung (12,5 PS) bei einer Drehzahl von 7000/min. Der Verwirbelungsschalldämpfer ist hochgelegt. Der Kolbendurchmesser und der Kolbenhub betragen jeweils 54 mm; daraus ergibt sich ein Hubraum von 123 cm³. Die Mehrscheibenkupplung läuft im Ölbad. Die kontaktlose Zündeinheit stammt bei der Variante 2 vom Zulieferer Motoplat. Stand- und Fahrgeräusch betragen 71 dB (A)N bzw. 82 dB (A)N.
Die verschraubte Bodenschutzplatte hat seitliche Sturzbügel.
Die K 125 BW war mit Geländereifen der Dimension 3,25/3,5-18 ausgestattet. Vorder- und Hinterrad haben Steckachsen und sind untereinander austauschbar.
Die Wattiefe beträgt 300 mm.

## Zubehör
Zur Ausrüstung des Motorrads zählen eine Luftpumpe, eine Werkzeugrolle mit Inhalt, ein Flickzeugsatz, ein Satz Reserveglühlampen, eine Lenkradsicherung [sic!] mit Vorhängeschloss, ein Tarnsatz mit Abdeckkappen für die Beleuchtungseinrichtungen und eine Winkerkelle. Der reguläre Koffer konnte z. B. für den Fahrschuleinsatz durch ein Funkgerät SEM 52 S in einem Koffer ersetzt werden.

## Weiterentwicklungen und Ausmusterung

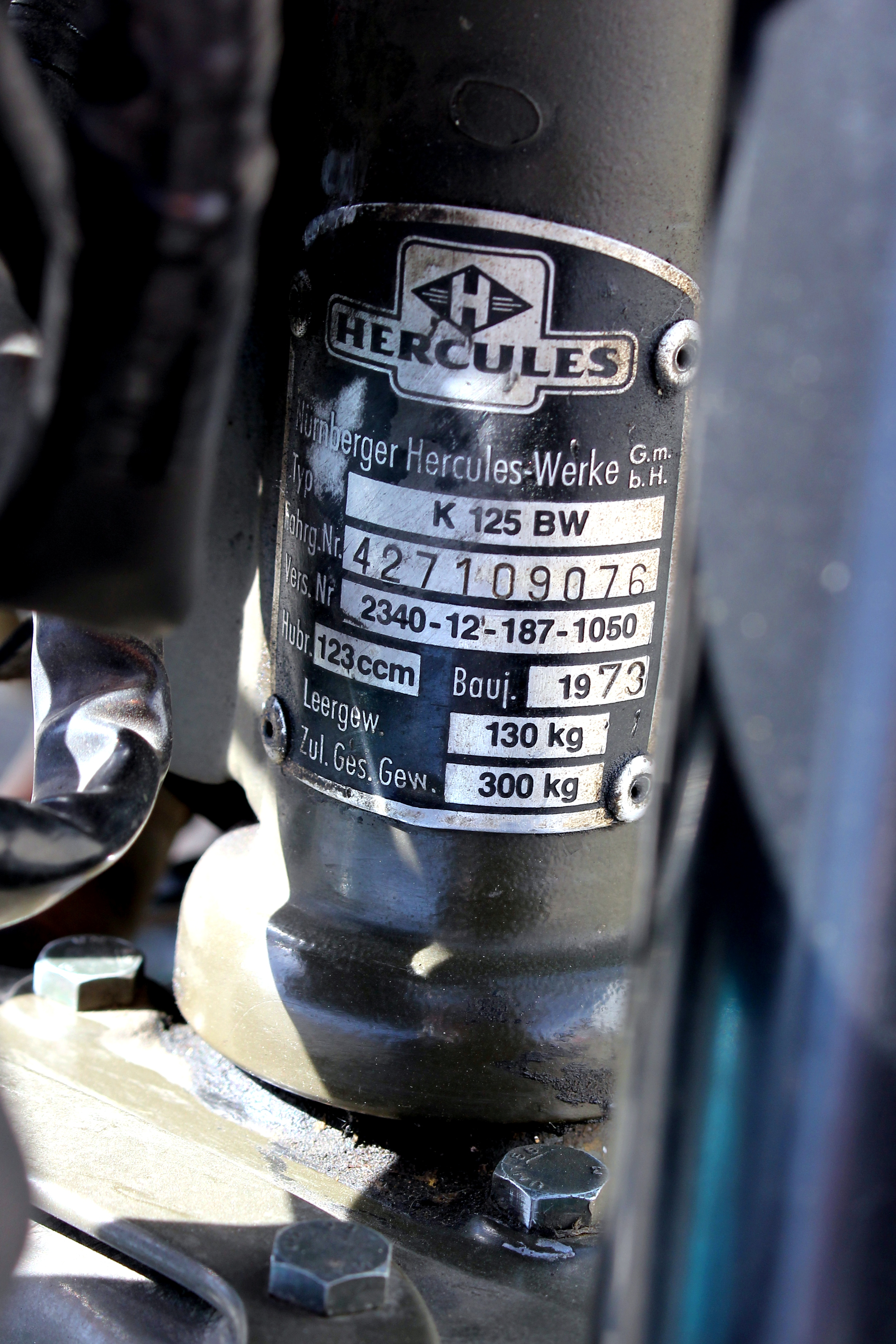
Typenschild des Baujahrs 1973

Alle Kräder der Variante 1 sollten im Rahmen einer Werksinstandsetzung auf den neuen Stand der Variante 2 umgerüstet werden. Es stellte sich aber heraus, dass ca. 50 % der angelieferten Kräder nicht mehr instandsetzungswürdig waren. Im Zuge einer damit als notwendig erkannten Ersatzbeschaffung wurden von 1990 bis 1992 nacheinander die BMW R 65 GS, die MZ 500 RA sowie die Hercules K 180 BW geprüft, unter anderem mit einer Wintererprobung in Mittenwald, einer Sommererprobung auf Sardinien sowie einer Dauerfahrerprobung in Trier, Hermeskeil und Saarlouis. Die Entscheidung fiel zu Gunsten der Hercules K 180 BW. Sie wurde ab 1991 beschafft, allerdings nur mit einer Stückzahl von 1800. Eine andere Quelle berichtet von 1.200 gefertigten Krädern.  Der Gesamtbestand an Krädern wurde auf ca. 7500 Stück abgesenkt. Die Produktion bei Hercules endete nach Ankündigung offiziell im Jahr 1996, die Ersatzteilbevorratung für die Bundeswehr wurde 2001 aufgegeben. Mit Beschaffung der KTM 400 LS-E/mil ab 2003 wurde 2004 die Ausmusterung aller Hercules-Modelle eingeleitet.